# كريستيان زافالا
كريستيان زافالا (بالإسبانية: Cristián Zavala)‏ هو لاعب كرة قدم تشيلي، ولد في 3 أغسطس 1999.